# Teodoric II (rei dels visigots)
Teodoric II (? 426 - Tolosa 466) fou rei dels visigots del 453 al 466, pertanyent al llinatge dels balts. Era fill de Teodoric I i germà i successor de Turismund, en l'assassinat del qual segurament participà. Tingué al seu costat, en un quasi corregnat, el seu germà Frederic fins a la seva mort el 463. Fou un home culte, deixeble i amic d'Avit, ja amic del seu pare.

## Accés al tron
El 455 Avit fou enviat com ambaixador a la cort de Tolosa per renovar l'aliança entre Roma i els visigots. Mentre Avit era allí, el rei visigot es va assabentar de la mort de Petroni Màxim i del saqueig de Roma pels vàndals i Teodoric va decidir proclamar al romà com a emperador, i li va prometre el seu ajut; el senat romà va haver d'acceptar al nou emperador proposat pel rei visigot (juny del 455).

## Campanya contra els sueus
Amb l'ascens d'Avit al tron imperial, els sueus, que havien pactat amb Valentinià III, a la fi de la dinastia teodosiana van considerar que els seus pactes amb Roma quedaven anul·lats. El nou emperador va enviar ràpidament una ambaixada el 456 al regne dels sueus a la Gallaecia, mentre que per la seva part, Teodoric, aliat d'Avit, va enviar els seus propis llegats per comminar als sueus a respectar els pactes tant amb ell com amb els romans per tal de preservar la pau a Hispània. No obstant això, els sueus van despatxar els enviats d'ambdós i van envair la Tarraconense, encara en mans imperials, violant els antics pactes; sembla que la campanya d'invasió va aturar-se en veure que una flota dels hèruls s'apropava a les costes de Lugo.
Poc després, l'emperador i els visigots intenten resoldre diplomàticament per segon cop aquesta qüestió amb els sueus, però aquests, de nou, refusen els enviats i tornen a enviar topes per envair la Tarraconense, la qual devasten i s'emporten nombrosos captius cap a Gallaecia. En aquest moment, Teodoric II, amb el beneplàcit de l'emperador, entra a terres hispanes amb el seu exèrcit i surt a l'encontre amb el rei dels sueus, Requiari, a la batalla del riu Órbigo, prop d'Asturica Augusta (Astorga) el 5 d'octubre de 456, on va vèncer els sueus, i Requiari, malferit, es refugia a la Gallaecia. Tanmateix, Teodoric no s'atura allà i el 28 d'octubre entra a Bracara Augusta (Braga) i la saqueja. Hidaci relata el saqueig: els visigots realitzen robatoris, destrueixen la ciutat, especialment esglésies i símbols cristians, i fan captius a ciutadans romans.
Requiari serà finalment fet presoner a Portucale al cap de poc, i els sueus lliuren les armes. El desembre, Teodoric executa a Requiari i, segons Hidaci, d'aquesta manera, posa fi a la monarquia sueva. No obstant això, els sueus escullen un nou rei, Maldras; el fet que s'escollís un nou rei resulta contradictori amb l'afirmació d'Hidaci, però realment el que passa és que es posa fi bruscament amb la dinastia que havia regnat fins llavors al regne dels sueus, per bé que, amb la mort de Requiari, s'obrirà un enfrontament entre aquest nou rei i un altre candidat a esdevenir rei.

## Permanència a Hispània
Llavors Teodoric va entrar a la província de Lusitània i va ocupar la capital Mèrida, però va haver de retornar corrent (457) per assegurar els seus propis dominis després de la mort d'Avit (17 d'octubre del 456). Encara que la conquesta d'Hispània s'havia fet a les ordes d'Avit, en l'acord hi havia una clàusula secreta que estipulava que les conquestes que fes a Hispània serien pels visigots. El 458, Teodoric va enviar un nou exèrcit a Hispània dirigit pel got Ciril·la. Majorià va reconstruir l'exèrcit i la marina d'Itàlia i es va dedicar a recuperar les províncies el sud de la Gàl·lia que no havien reconegut la seva elevació amb un exèrcit format principalment per bàrbars (bastarnes, sueus, huns, alans, rugis, burgundis, gots i sàrmates) per pacificar la província, creuant els Alps i el novembre del 458 era a Lió on fou complimentat pel poeta Sidoni Apol·linar que va llegir el panegíric. El 459 Teodoric II envià un exèrcit comandat per Sunieric a Hispània. Majorià va derrotar els visigots comandats per Teodoric II a la batalla d'Arelate i els va forçar a abandonar la Septimània i retirar-se cap a l'oest d'Aquitània mentre ell va romandre a Arle tot el 459 per reunir l'exèrcit amb el qual pensava anar a Àfrica. Amb el nou tractat de pau, els visigots havien de renunciar a les seves conquestes a Hispània i tornar a la situació de federat.
Després del fracàs de l'expedició a Àfrica (460) Majorià fou obligat a abdicar per Ricimer el 2 d'agost del 461 i va morir el 7 d'agost següent, sent proclamar emperador Libi Sever del que Teodoric es va declarar partidari i va ocupar Narbona en nom seu (462). La caiguda de Majorià i la nova fortalesa dels vàndals, va lliurar a Teodoric del perill romà i probablement el va decidir apoderar-se de tota la Gàl·lia Narbonense, intentant, sense èxit, estendrès cap al centre de la Gàl·lia on va topar amb el comte gal·loromà Egidi, en lluita contra el qual va morir el seu germà Frederic, a Orleans el 463, però Egidi va morir de pesta el 464 i llavors Teodoric va poder ocupar les terres fins al Loire i el Roine.
La situació a Hispània és menys clara però es van enviar diverses ambaixades al rei sueu Remismon amb el que després es va aliar (una germana de Teodoric es va casar amb un fill de Remismon), i segurament una part d'Hispània va reconèixer la seva sobirania.
Fou assassinat pel seu germà i successor Euric el 466.